# Elección al Senado de los Estados Unidos en Texas de 1988
Las elecciones al Senado de los Estados Unidos en Texas de 1988 se llevaron a cabo el 8 de noviembre de 1988. 
El actual senador de los Estados Unidos del partido demócrata, Lloyd Bentsen, ganó la reelección para un cuarto mandato, derrotando al representante de los Estados Unidos del partido republicano, Beau Boulter. Bentsen ganó fácilmente la nominación demócrata para otro mandato, mientras que Boulter ganó la segunda vuelta en las primarias republicanas al derrotar a Wes Gilbreath. Después de ganar la reelección, Bentsen fue elegido por el candidato presidencial demócrata Michael Dukakis como su compañero de candidatura para la vicepresidencia y, por lo tanto, se postuló para el Senado y la vicepresidencia al mismo tiempo. Aunque la candidatura presidencial perdió las elecciones generales y no ganó Texas, Bentsen siempre fue el favorito para las elecciones al Senado y ganó con el 59,2% de los votos, frente al 40% de Boulter.
Hasta el momento esta es la última vez que los demócratas ganaron una elección para el Senado de los Estados Unidos en Texas.

## Primarias Demócratas
En las primarias demócratas, el senador demócrata Lloyd Bentsen derrotó al mismo oponente al que había derrotado en 1982, Joe Sullivan, profesor de psicología de San Antonio.
Bentsen había sido senador de Texas desde que ganó las elecciones por primera vez en 1970 y fue reelegido en 1976 y 1982. También fue presidente del Comité de Finanzas del Senado y el claro favorito para la reelección en 1988. Sullivan se presentó con una plataforma que pedía una reducción del gasto del gobierno federal, pero Bentsen lo derrotó fácilmente en las primarias demócratas de 1982. Esto se repitió en 1988 cuando Bentsen ganó las primarias con más del 80% de los votos.

### Candidatos

#### Nominado
- Lloyd Bentsen, senador titular de los Estados Unidos.

#### Eliminado en primaria
- Joe Sullivan, profesor de psicología de San Antonio.

### Resultados
Los resultados fueron los siguientes:
|  | 84.80 % |

|  | 15.20 % |

|  | 100 % |

## Primarias Republicanas
Cuatro candidatos compitieron por la nominación republicana; El representante estadounidense Beau Boulter, el exrepresentante estatal Milton Fox, el millonario empresario de Houston Wes Gilbreath y el empresario Ned Snead. Boulter fue representante durante dos mandatos del distrito 13, mientras que Gilbreath competía en su primera elección, pero gastó 500 000 dólares en las primarias.

### Candidatos

#### Nominado
- Beau Boulter, representante de los Estados Unidos.

#### Eliminado en primaria
- Wes Gilbreath, empresario de Houston.
- Milton Fox, exrepresentante estatal.
- Ned Snead, empresario.

### Primera vuelta
Wes Gilbreath lideró las primarias de marzo con un 36,71%, pero como ningún candidato obtuvo la mayoría, se presentó a una segunda vuelta contra Beau Boulter, que quedó en segundo lugar con un 30,52%.
|  | 36.71 % |

|  | 30.52 % |

|  | 18.42 % |

|  | 14.35 % |

|  | 100 % |

### Segunda vuelta
Hubo pocas diferencias políticas entre Boulter y Gilbreath, ya que ambos candidatos eran conservadores que se oponían al aborto y pedían una reducción del gasto público. Gilbreath gastó alrededor de un millón de dólares de su dinero en su campaña para las primarias, mientras que Boulter gastó alrededor de $250.000. Sin embargo, Boulter obtuvo el apoyo de muchos líderes republicanos de Texas, incluidos los candidatos que quedaron tercero y cuarto en las primarias de marzo, así como de grupos antiaborto.

Boulter ganó la segunda vuelta de abril por la nominación republicana con poco más del 60% de los votos.
|  | 60.17 % |

|  | 39.83 % |

|  | 100 % |

## Candidato a vicepresidente
En julio de 1988, el candidato presidencial demócrata Michael Dukakis eligió a Lloyd Bentsen como candidato demócrata a la vicepresidencia. Como los demócratas de Texas ya habían tenido su primaria para candidato al Senado, Bentsen no pudo ser reemplazado en la boleta electoral. Sin embargo, Bentsen pudo postularse tanto para el Senado como para la vicepresidencia, ya que Lyndon Johnson había cambiado la ley de Texas en 1960 para permitir que Johnson hiciera lo mismo en las elecciones de 1960.
Sin embargo, Beau Boulter atacó a Bentsen por postularse tanto para el senado como para la vicepresidencia, calificándolo de arrogante, poco ético y posiblemente ilegal. Boulter y el Comité Senatorial Republicano Nacional presentaron una queja ante la Comisión Federal de Elecciones (FEC) alegando que la candidatura dual violó las leyes federales de financiamiento de campañas, ya que cualquier gasto en una carrera afectaría injustamente a la otra campaña, sin embargo, la FEC rechazó la queja y esta decisión. fue confirmada por los tribunales de apelación de los Estados Unidos. Boulter continuó atacando a Bentsen por la doble candidatura publicando un anuncio de campaña en agosto de 1988 burlándose de Bentsen por intentar montar dos caballos al mismo tiempo.

## Campaña
Lloyd Bentsen siempre fue el favorito para las elecciones, con una gran ventaja en efectivo sobre Beau Boulter. Las presentaciones ante la FEC a principios de agosto mostraron que Bentsen tenía $3.9 millones en comparación con solo $14,000 para Boulter. La ventaja financiera para Bentsen continuó durante la campaña y, a principios de noviembre, Bentsen había recaudado $7,5 millones para las elecciones al Senado, mientras que Boulter había recaudado $2,7 millones.
La campaña de Boulter recibió poco o ningún apoyo republicano oficial, y la campaña presidencial republicana dio un respaldo no muy sutil a un "Boleto de Texas", que era George Bush para presidente y Bentsen para el Senado. Sin embargo, Boulter esperaba beneficiarse de la popularidad de Bush y publicó anuncios de campaña que señalaban sus vínculos con Bush y Ronald Reagan. Boulter también publicó anuncios atacando a Bentsen por apoyar la concesión de beneficios a los inmigrantes ilegales, pero la campaña de Bentsen lo negó. Mientras tanto, Bentsen publicó anuncios que mostraban cosas que decían que había hecho por Texas, como aprobar un proyecto de ley comercial, una legislación de cobertura catastrófica, derogar el impuesto a las ganancias inesperadas y preservar los servicios de autobuses locales.
A principios de octubre de 1988, se informó que las encuestas demócratas mostraban a Bentsen al menos un 20% por delante de Boulter, y Bentsen pasaba gran parte de su tiempo haciendo campaña para las elecciones presidenciales y muy poco tiempo en las elecciones al Senado.

## Elección general
Lloyd Bentsen ganó las elecciones al Senado por un claro margen sobre Beau Boulter, al mismo tiempo que él y Michael Dukakis perdían la elección presidencial, con George Bush ganando Texas con el 56 % de los votos en comparación con el 43 % de Dukakis. Se informó que el total de votos de Bentsen en la elección del Senado fue en ese momento el total de votos más alto en cualquier elección estatal de Texas. La actuación de Boulter fue particularmente vergonzosa para el Partido Republicano de Texas, ya que el vicepresidente Bush ganó fácilmente a Texas por un margen casi idéntico al que obtuvo Bentsen en la carrera por el Senado.

### Resultados
Bentsen ganó la reelección con el 59,17% de los votos frente al resto de candidatos.
|  | 59.17 % |

|  | 40 % |

|  | 0.82 % |

|  | 0.01 % |